# Famille Erizzo
 (juillet 2024).

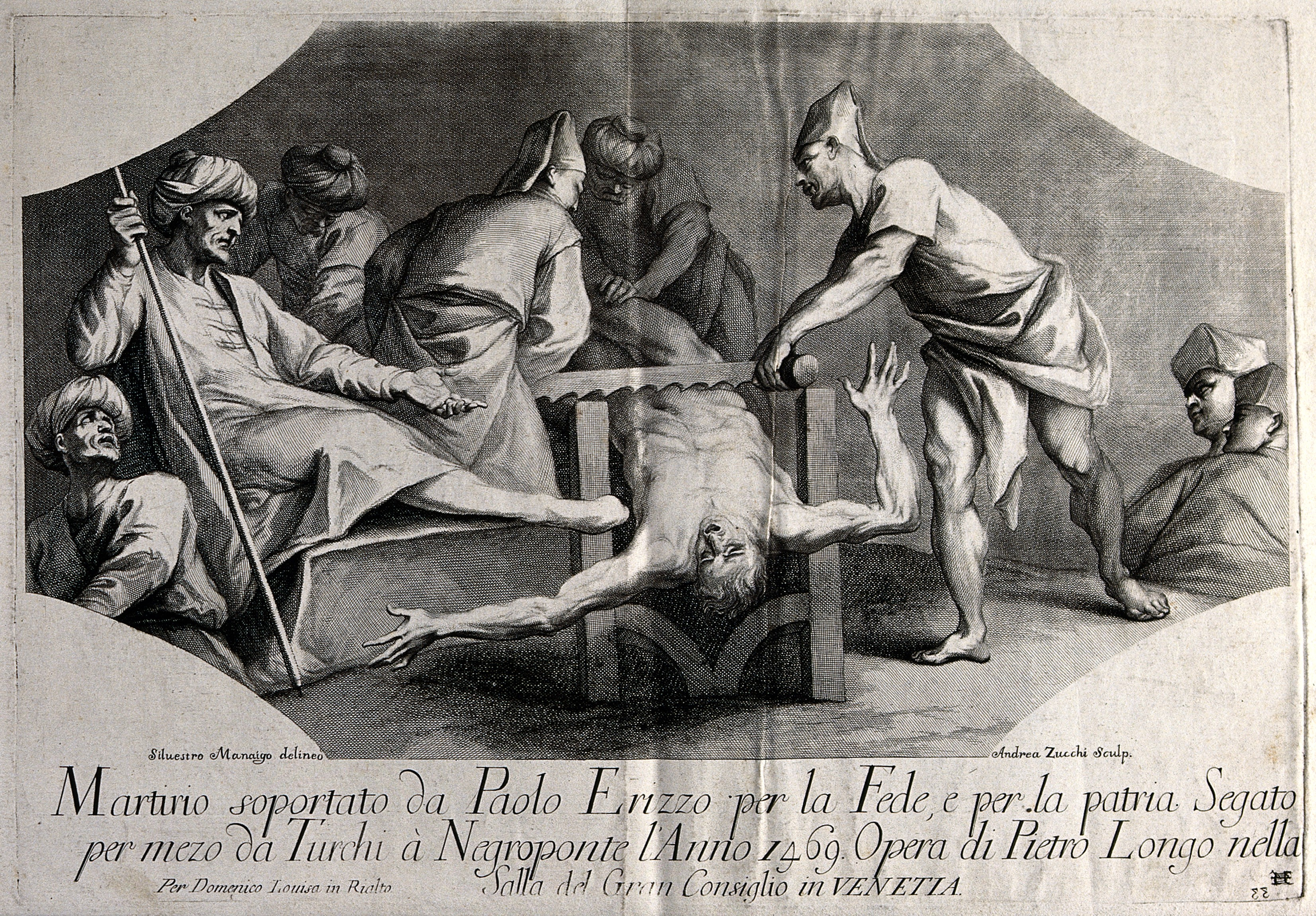
Le martyre de Paolo Erizzo. Gravure d'après une œuvre de Pietro Longhi.

La famille Erizzo est une famille patricienne de Venise, originaire d'Istrie, qui émigra vers Venise au IXe siècle ou au Xe siècle.

## Historique
La famille obtint le droit de bourgeoisie et demeura dans le Maggior Consiglio après la serrata (fermeture de l'accès au Conseil) de 1297, avec Andrea, fils de Giovanni et procurateur di Commun et fondateur de la branche de San Martino et Marco de San Barnaba, frère de Giovanni.

## Personnalités
Plusieurs membres de cette famille ont acquis une certaine notoriété :
- Paolo Erizzo (it) fut gouverneur de Negroponte (nom médiéval de l'île d'Eubée, en mer Égée). Quand il fut vaincu par Mehmet II, celui-ci le fit scier en deux. Sa fille, destinée au sérail, provoqua le tyran, qui la décapita de ses propres mains.
- Sebastiano Erizzo (1525-1585), homme de lettres, membre du Conseil des Dix de Venise.
- Francesco Erizzo fut élu doge de Venise en 1631.

## Armes
Les armes des Erizzo se composent d'un champ d'azur d'une bande d'or chargée d'un caractère ou lettre gothique E, et d'un hérisson, l'un et l'autre de sable (le mot rizzo ou riccio signifiant hérisson).

## Demeure

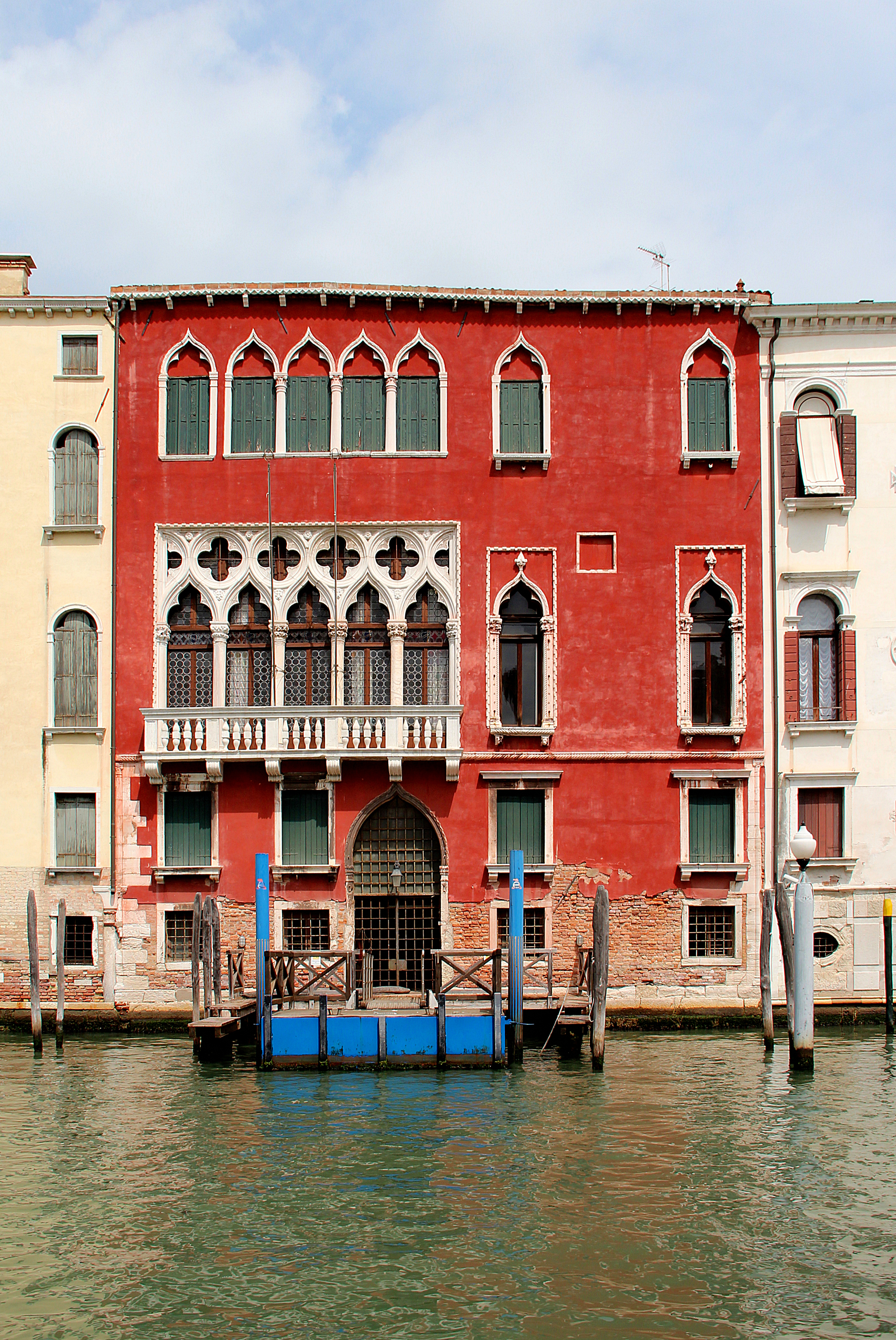
Palais Erizzo alla Maddalena
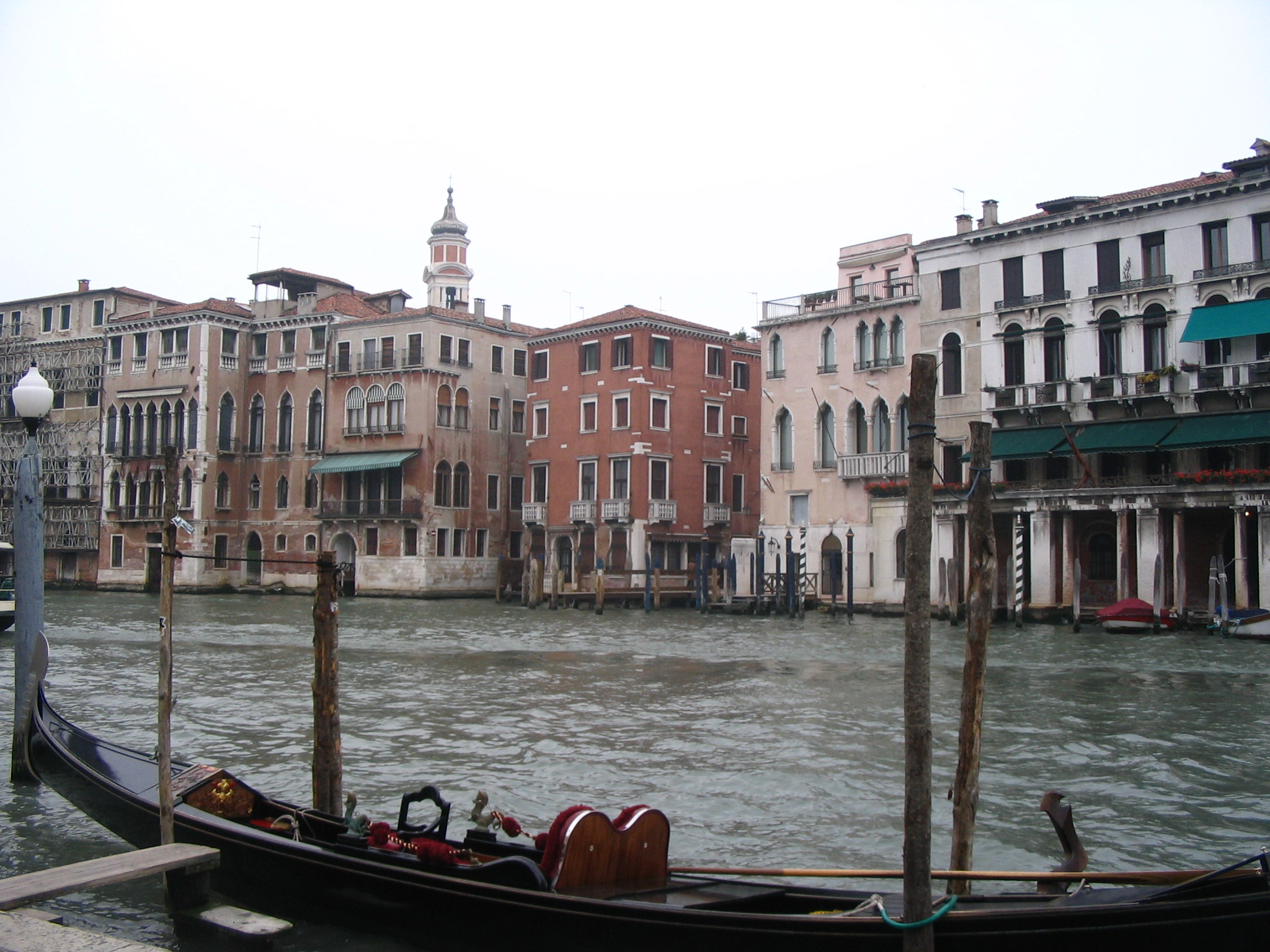
Palais Bollani Erizzo
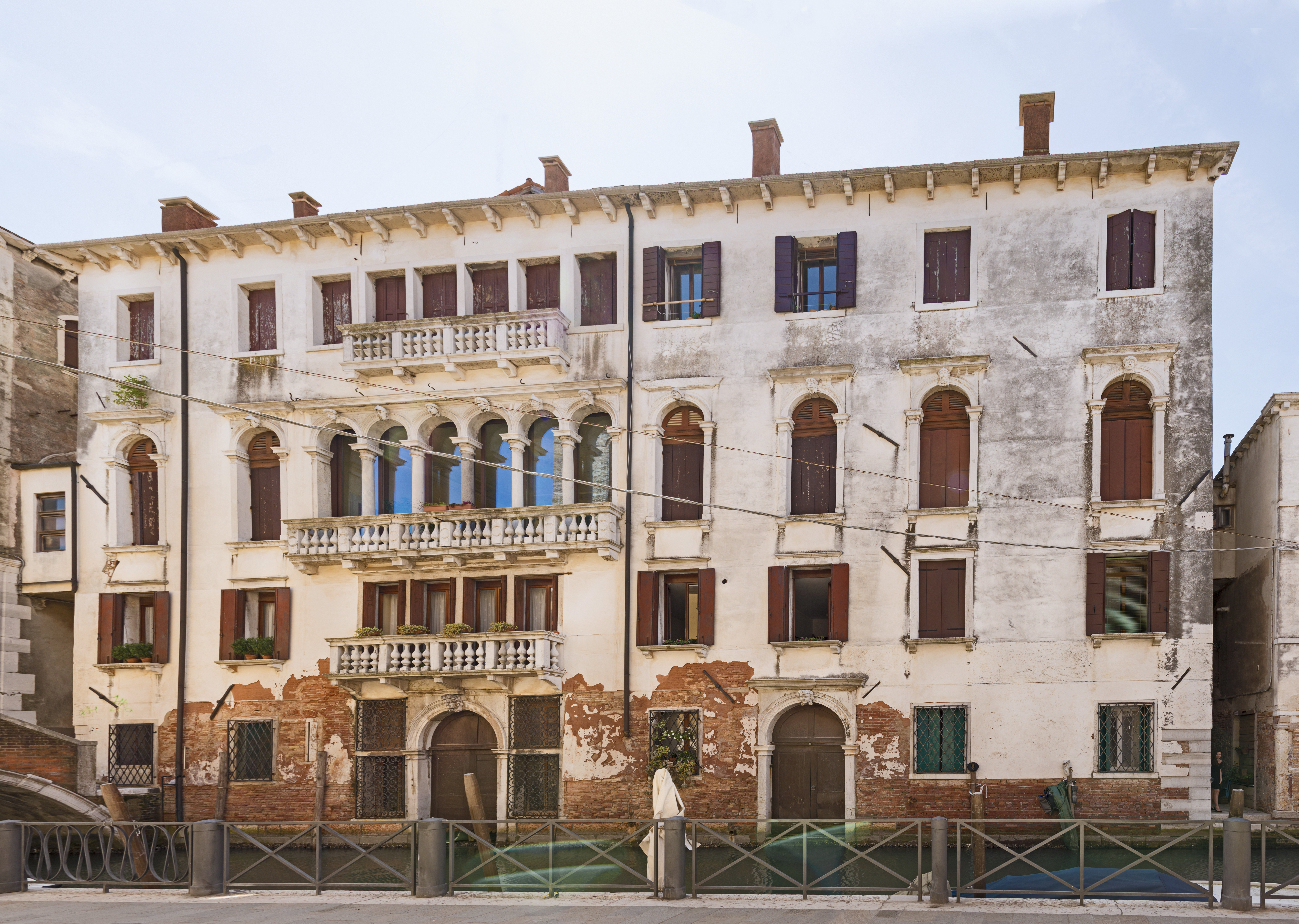
Palais Erizzo a San Martino
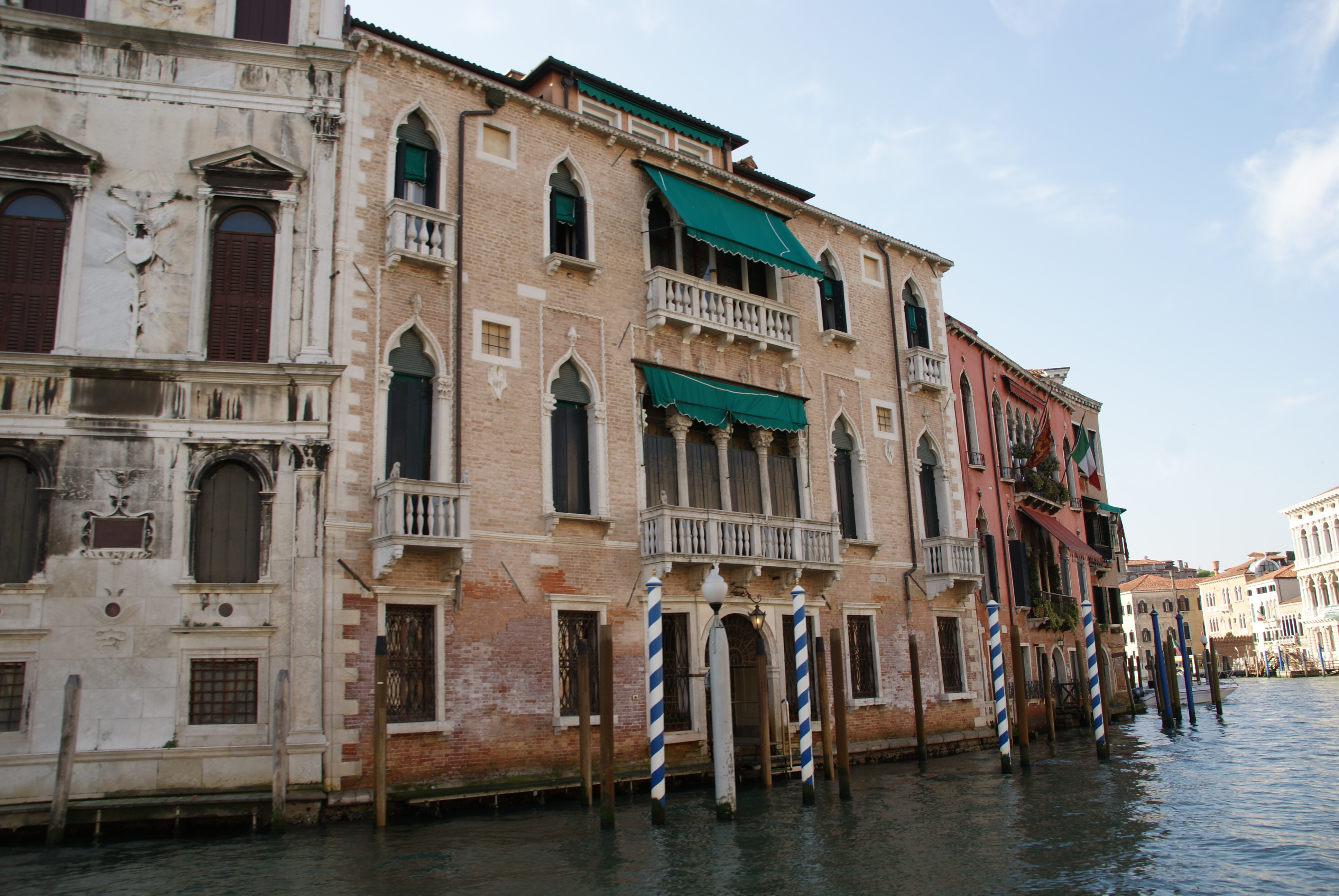
Palais Erizzo Nani Mocenigo